# Амело де ла Уссе, Николя
Абраа́м Николя́ Амело́ де ла Уссе́ (фр. Nicolas Amelot de La Houssaye; 1634—1706) — французский писатель, переводчик, публицист XVII — XVIII веков.

## Биография
Родился в городе Орлеане (департамент Луаре) в феврале 1634 года.
Получил широкую известность после публикации «Histoire du gouvernement de Venise» (Париж, 1676; Амстердам, 1705), где впервые был подробно разобран образ правления в Венецианской республике. Амело де Уссе, работая во французском посольстве в этой республике, был близок к тому, о чём писал и впервые широко осветил причины, приведшие это маленькое европейское государство к упадку. Этот труд создал публицисту немало врагов, посол Венеции Джустиниани довёл до сведения французского правительства резкий протест, касающийся этих публикаций и, в итоге, автор был арестован и отправлен в крепость Бастилию. В тюремном заключении он пробыл недолго, и спустя шесть недель был освобождён (Архивы Бастилии, том VIII. Стр. 93 и 94). Его работа издавалась ещё несколько раз на разных языках, и каждый раз эти издания сопровождались протестами из Венеции.
Не успел стихнуть резонанс от предыдущего труда Амело де Уссе, как изданный им перевод Паоло Сарпи, «История Тридентского собора», навлёк на него ещё и преследования со стороны папства.
Николя Амело де Уссе скончался в столице Франции городе Париже 8 декабря 1706 года.